# Arachnoidea annosciae
Arachnoidea annosciae är en mossdjursart som beskrevs av Jean-Loup d'Hondt och Geraci 1976. Arachnoidea annosciae ingår i släktet Arachnoidea och familjen Arachnidiidae. Inga underarter finns listade i Catalogue of Life.